# Huda Jama
Huda Jama je majhno naselje v Občini Laško. Naselje je znano predvsem po opuščenem premogovniku Barbara rov, ki je bil zaprt 1944. V njem je bilo leta 2009 odkrito množično grobišče žrtev povojnih pobojev.